# Mleczaj olszowy
Mleczaj olszowy (Lactarius obscuratus (Lasch) Fr.) – gatunek grzybów należący do rodziny gołąbkowatych (Russulales).

## Systematyka
Pozycja w klasyfikacji według Index Fungorum: Lactarius, Russulaceae, Russulales, Incertae sedis, Agaricomycetes, Agaricomycotina, Basidiomycota, Fungi.

Gatunek Lactarius obscuratus został zdiagnozowany taksonomicznie (jako Agaricus obscuratus) przez Wilhelma Lascha w „Linnaea” z 1828. Do rodzaju Lactarius został przeniesiony przez Eliasa Friesa w „Epicrisis systematis mycologici” z 1838 r. Diagnoza taksonomiczna: 

53. L. obscuratus, pileo leviter carnoso e convexo umbilicato glabro substriate azono brunneo-fuliginoso, stipite e farcto cavo tenui, lamellis subconfertis lutescentibus, lacte subdulci albo. Lasch! Linn. III. n. 71. Cfr. p. 430 (lusus lacte aqueo in paludosis) Secr. n. 456? Fl. Dan. t. 1674. In nemoribus silvaticis. Minor, fragilis, pileo vix unciali, primo papillato colore varius fere ut L. subdulcis, cui vulgo subsumtus.

Niektóre synonimy:

- Agaricus obnubilus Lasch 1828
- Agaricus obscuratus Lasch 1828
- Lactarius obnubilus (Lasch) Fr. 1874
- Lactarius obnubilus (Lasch) Fr. 1874 var. obnubilus
- Lactarius obscuratus (Lasch) Fr. 1838 f. obscuratus
- Lactarius obscuratus var. radiatus (J.E. Lange) Romagn. 1974
- Lactarius radiatus J.E. Lange (1940)
- Lactarius radiatus J.E. Lange 1940 f. radiatus
- Lactifluus obnubilus (Lasch) Kuntze 1891

Nazwę polską zaproponował Władysław Wojewoda w 2003 r., przez Alinę Skirgiełło gatunek ten opisywany był jako mleczaj przyćmiony.

## Morfologia
Kapelusz
Wklęsło-rozpostarty, często z garbkiem, średnicy 1–3 cm, barwy żółtawo-cielistej, cielisto-brązowawej lub czerwono-brązowej, u młodych owocników czasem lekko oliwkowej. Powierzchnia kapelusza jest pokryta suchą skórką, a brzeg żłobkowany i prześwitujący, czasami pomarszczony.
Hymenofor
Blaszkowy, blaszki cielisto-brązowawe, blade, przyrośnięte do trzonu.
Trzon
Cylindryczny, pusty w środku, barwy podobnej jak kapelusz, u podstawy czasem filcowaty, białożółtawy.
Miąższ
Okrągłokomórkowy, o kruchości charakterystycznej dla gołąbkowatych (Russulaceae), o łagodnym smaku, wydzielający białawe, niezmienne mleczko.
Zarodniki
Kulistawo-eliptyczne, o wymiarach 6,5–8,5 × 5,5–6,5 μm, o brodawkowatej powierzchni (z nielicznymi połączeniami między brodawkami), pozbawione pory rostkowej. Wysyp zarodników amyloidalny.

## Występowanie i siedlisko
Występuje w Ameryce Północnej, Środkowej i Południowej, w Europie i Azji. W Polsce jest pospolity.
Naziemny grzyb mykoryzowy. Grzyby z tego gatunku rozwijają się wyłącznie w obecności olsz, na torfowiskach, na niezbyt wilgotnym podłożu. Wytwarzają owocniki od czerwca do października.
Grzyb jadalny.